# Pseudanthura lateralis
Pseudanthura lateralis är en kräftdjursart som beskrevs av Richardson 1911. Pseudanthura lateralis ingår i släktet Pseudanthura och familjen Paranthuridae. Inga underarter finns listade i Catalogue of Life.